# Lepechiniella saurica
Lepechiniella saurica är en strävbladig växtart som först beskrevs av M.S. Bajtenov och Kudab., och fick sitt nu gällande namn av Ovczinnikova. Lepechiniella saurica ingår i släktet Lepechiniella och familjen strävbladiga växter. Inga underarter finns listade i Catalogue of Life.